# Álex Calatrava
Alex Calatrava (Colonia, Alemania, 13 de junio de 1973) es un exjugador español de tenis.

## Títulos (1)

### Individuales (1)
| Leyenda                |
| Grand Slam (0)         |
| Tennis Masters Cup (0) |
| ATP Masters Series (0) |
| ATP Tour (1)           |

| N.º | Fecha               | Torneo     | Superficie    | Oponente en la final | Resultado      |
| --- | ------------------- | ---------- | ------------- | -------------------- | -------------- |
| 1.  | 30 de julio de 2000 | San Marino | Tierra batida | Sergi Bruguera       | 7-6(7) 1-6 6-4 |

### Finalista en individuales (2)
- 1998: Casablanca (pierde ante Andrea Gaudenzi).
- 2000: Delray Beach (pierde ante Stefan Koubek).

### Finalista en dobles (1)
- 1999: Kitzbuhel (junto a Dušan Vemić pierden ante Chris Haggard y Peter Nyborg).

### Actuación en los Grand Slam
| Torneo             | 2007 | 2006 | 2005 | 2004 | 2003 | 2002 | 2001 | 2000 | 1999 | 1998 | Acumulado |
| ------------------ | ---- | ---- | ---- | ---- | ---- | ---- | ---- | ---- | ---- | ---- | --------- |
| Australian Open    | -    | -    | 1r   | -    | -    | 2r   | 3r   | -    | -    | 1r   | 0         |
| Roland Garros      | -    | -    | 1r   | -    | 1r   | 2r   | 2r   | -    | 1r   | 1r   | 0         |
| Wimbledon          | -    | -    | 2r   | -    | -    | -    | 1r   | -    | -    | 1r   | 0         |
| US Open            | -    | -    | -    | 2r   | -    | -    | 1r   | -    | -    | -    | 0         |
| Tennis Masters Cup | -    | -    | -    | -    | -    | -    | -    | -    | -    | -    | 0         |